# Camalès
 Camalès  es una comuna y población de Francia, en la región de Mediodía-Pirineos, departamento de Altos Pirineos, en el distrito de Tarbes y cantón de Vic-en-Bigorre.
Su población en el censo de 2021 era de 382 habitantes.
No está integrada en ninguna Communauté de communes.

## Demografía
| 323 | 329 | 339 | 382 | 419 | 385 |
| Para los censos de 1962 a 1999 la población legal corresponde a la población sin duplicidades (Fuente: INSEE [Consultar]) |     |     |     |     |     |